# Jan Paweł Łuszczewski
Jan Paweł Łuszczewski herbu Korczak (ur. 26 czerwca 1764 w Skotnikach koło Sochaczewa, zm. 4 lipca 1812) – polski polityk, minister spraw wewnętrznych Księstwa Warszawskiego od 1807 roku, członek Izby Najwyższej Wojennej i Administracji Publicznej w 1806 roku, sekretarz w latach 1785–1795, pracownik gabinetu Stanisława Augusta Poniatowskiego.
Był synem Waleriana Łuszczewskiego, starosty sochaczewskiego.
Uczył się w szkołach pijarskich w Warszawie. W latach 1785–1795 był sekretarzem Gabinetu Jego Królewskiej Mości króla Stanisława Augusta Poniatowskiego, od 1784 starostą sochaczewskim. W latach 1788–1789 był królewskim sekretarzem sejmowym i sekretarzem skonfederowanych prowincji koronnych w czasie Sejmu Czteroletniego, poseł ziemi sochaczewskiej na Sejm Czteroletni w 1790 roku.
Jako pierwszy sekretarz Sejmu Czteroletniego, wydał czterotomowy Diariusz sejmowy zawierający 71 początkowych sesji sejmu od dnia otwarcia do 6 III 1789 r. 2 maja 1791 roku podpisał asekurację, w której zobowiązał się do popierania projektu Ustawy Rządowej. Po zawieszeniu obrad sejmu w 1792 materiały kancelarii sejmowej pozostały pod opieką sekretarzy sejmu. W 1808 Jan Łuszczewski przekazał je Stanisławowi Staszicowi, który umieścił je w bibliotece Towarzystwa Przyjaciół Nauk.
Członek Stronnictwa Patriotycznego, zwolennik Konstytucji 3 maja; popierał ją m.in. w mowach, wygłaszanych w Senacie. Był jednym z 83 sygnatariuszem Asekuracyi, zobowiązującej do popierania w sejmie projektu Ustawy Rządowej z 2 V 1791 roku Konstytucji 3 Maja.
29 kwietnia 1791 roku przyjął obywatelstwo miejskie w ratuszu Starej Warszawy.
Po trzecim rozbiorze osiadł w majątku Strugi pod Sochaczewem, zajmując się gospodarką na roli. Od 1800 członek Towarzystwa Warszawskiego Przyjaciół Nauk, któremu m.in. przekazał swe materiały z czasów Sejmu Czteroletniego. W roku 1806 zadeklarował się jako zwolennik Napoleona; 5 grudnia 1806 weszła w skład Izby Najwyższej Wojennej i Administracji Publicznej, następnie od 14 stycznia do 5 października 1807 roku był sekretarzem Komisji Rządzącej. 5 października 1807 został mianowany Ministrem Spraw Wewnętrznych Księstwa Warszawskiego. Na tym stanowisku, choć nie postarał się brak kwalifikacji kierowniczych rekompensować niezmordowaną pracowitością (Maria Manteufflowa). M.in. zorganizował administrację terenową, opracowując sam najważniejsze instrukcje; zorganizował akcję ustalania wierzytelności pruskich, bronił Księstwa przed nieuzasadnionymi roszczeniami ze strony Prus i Francji; dążył do logicznej organizacji swego ministerium, tworząc Dyrekcję Generalną Dóbr i Lasów Narodowych oraz przekazując sprawy aprowizacji wojska generalnej dyrekcji administracji wojennej w Ministerstwie Wojny. Jednak nie cieszył się dobrą opinią współobywateli, m.in. ze względu na rolę odgrywaną przy egzekucji świadczeń dla wojska francuskiego i konflikt z hierarchią duchowną. Natomiast cieszył się zaufaniem króla Fryderyka Augusta i rezydenta francuskiego Dominika Pradta. W 1809 został kawalerem Orderu Świętego Stanisława.
Od młodości był członkiem wolnomularstwa. W 1785 został członkiem loży Świątynia Izis, w 1789 został sekretarzem Wielkiego Wschodu Narodowego. W masonerii działał także w czasach Księstwa Warszawskiego, dochodząc do stanowiska członka Najwyższej Kapituły.
Żonaty był dwukrotnie: z Aleksandrą z Cieciszowskich i Ewą z Orsettich.
Zmarł 4 lipca 1812 r. Pochowany został w kościele Kapucynów w Warszawie. Miał trzech synów i dwie córki:
- Adama
- Michała
- Wacława
- Konstancję, zamężną za Maciejem Wodzińskim
- Paulinę

W 1809 został odznaczony Orderem Orła Białego. Kawaler Legii Honorowej w 1807 roku.